# Élections régionales de 1970 au Piémont
Les élections régionales de 1970 au Piémont (en italien : Elezioni regionali in Piemonte del 1970) se tiennent les 7 et 8 juin 1970 afin d'élire les 50 membres de la Ire législature du conseil régional du Piémont.
Le scrutin voit la victoire à la majorité relative de la Démocratie chrétienne (DC).

## Contexte
La Constitution de la République italienne de 1948 institue les régions (en italien : Regioni) en distinguant 15 régions « ordinaires » et cinq régions autonomes. Ces dernières sont rapidement dotées de leurs organes de gouvernement propre, tandis que les autres restent inactives.
En 1968, le Parlement adopte une loi électorale pour les conseils régionaux, directement inspirée de la loi électorale en vigueur pour la Chambre des députés. Il approuve deux ans plus tard, à quelques semaines des premières élections régionales, la loi permettant de financer les budgets des régions.
Le Piémont est un territoire globalement dominé par la Démocratie chrétienne (DC).
Lors des élections générales de mai 1968, la DC réunit ainsi à la Chambre des députés 39,1 % des voix en moyenne dans les circonscriptions de Turin et Coni, qui couvrent les six provinces de la région. Elle devance le Parti communiste italien (PCI), qui totalise 24,4 %. La troisième place revient au Parti socialiste unifié (PSU), fort de 16,8 % des suffrages. Il laisse assez loin derrière le Parti libéral italien (PLI), qui obtient 9,1 % des exprimés. Au Sénat de la République, la DC rassemble 36,7 % des voix et 10 élus sur 24, contre 29,1 % et sept sièges à la coalition unissant le PCI et le PSIUP. Avec 16,2 %, le PSU s'adjuge quatre sénateurs, soit un de plus que le PLI et ses 11,5 %.
Au niveau municipal, la DC contrôle deux chefs-lieux de province, dont la capitale régionale Turin.

## Mode de scrutin
Le conseil régional du Piémont (en italien : Consiglio Regionale del Piemonte) est constitué de 50 conseillers élus pour cinq ans au scrutin proportionnel avec vote préférentiel et sans seuil électoral dans six circonscriptions plurinominales qui correspondent aux provinces.
Chaque électeur peut exprimer jusqu'à trois votes de préférence sur la liste à qui il accorde son suffrage. Les mandats sont ensuite répartis à la proportionnelle d'Hagenbach-Bischoff. Les sièges sont ensuite pourvus par les candidats comptant le plus grand nombre de voix préférentielles.
Les mandats qui n'ont pas été attribués à l'issue du premier décompte et les voix qui n'ont pas été utilisées sont rassemblés au niveau régional et distribués à la proportionnelle de Hare. Ils sont attribués, pour chaque parti, dans les provinces en fonction du ratio entre les votes restants et le total des suffrages exprimés.

### Répartition des sièges
| Provinces  | Sièges |
| ---------- | ------ |
| Alexandrie | 7      |
| Asti       | 3      |
| Coni       | 6      |
| Novare     | 7      |
| Turin      | 23     |
| Verceil    | 4      |
| Total      | 50     |

## Principales forces politiques
| Parti | Parti                                                                                          | Idéologie                                                  |
| ----- | ---------------------------------------------------------------------------------------------- | ---------------------------------------------------------- |
|       | Démocratie chrétienne Democrazia Cristiana                                                     | Centre Démocratie chrétienne, antifascisme, anticommunisme |
|       | Parti communiste italien Partito Comunista Italiano                                            | Gauche Communisme, eurocommunisme, marxisme-léninisme      |
|       | Parti socialiste italien Partito Socialista Italiano                                           | Gauche Socialisme, réformisme, marxisme                    |
|       | Parti socialiste unitaire Partito Socialista Unitario                                          | Centre gauche Social-démocratie, socialisme                |
|       | Parti libéral italien Partito Liberale Italiano                                                | Centre droit Libéralisme, libérisme                        |
|       | Parti socialiste italien d'unité prolétarienne Partito Socialista Italiano di Unità Proletaria | Gauche Socialisme maximaliste                              |
|       | Mouvement social italien Movimento Sociale Italiano                                            | Extrême droite Néofascisme, nationalisme, anticommunisme   |

## Résultats

### Voix et sièges
|                        |                                                        |           |       |        |  |  |  |  |  |  |  |  |  |  |
| Parti                  | Parti                                                  | Voix      | %     | Sièges |  |  |  |  |  |  |  |  |  |  |
|                        | Démocratie chrétienne (DC)                             | 1 029 883 | 36,71 | 20     |  |  |  |  |  |  |  |  |  |  |
|                        | Parti communiste italien (PCI)                         | 727 619   | 25,93 | 13     |  |  |  |  |  |  |  |  |  |  |
|                        | Parti socialiste italien (PSI)                         | 296 219   | 10,56 | 5      |  |  |  |  |  |  |  |  |  |  |
|                        | Parti socialiste unitaire (PSU)                        | 231 121   | 8,24  | 4      |  |  |  |  |  |  |  |  |  |  |
|                        | Parti libéral italien (PLI)                            | 225 395   | 8,03  | 4      |  |  |  |  |  |  |  |  |  |  |
|                        | Mouvement social italien (MSI)                         | 92 951    | 3,31  | 2      |  |  |  |  |  |  |  |  |  |  |
|                        | Parti socialiste italien d'unité prolétarienne (PSIUP) | 87 473    | 3,12  | 1      |  |  |  |  |  |  |  |  |  |  |
|                        | Parti républicain italien (PRI)                        | 87 100    | 3,10  | 1      |  |  |  |  |  |  |  |  |  |  |
|                        | Parti démocratique italien d'unité monarchiste (PDIUM) | 28 025    | 1,00  | 0      |  |  |  |  |  |  |  |  |  |  |
|                        |                                                        |           |       |        |  |  |  |  |  |  |  |  |  |  |
| Votes valides          | Votes valides                                          | 2 805 786 | 93,67 |        |  |  |  |  |  |  |  |  |  |  |
| Votes blancs et nuls   | Votes blancs et nuls                                   | 189 692   | 6,33  |        |  |  |  |  |  |  |  |  |  |  |
| Total                  | Total                                                  | 2 995 478 | 100   | 50     |  |  |  |  |  |  |  |  |  |  |
| Abstention             | Abstention                                             | 174 539   | 5,51  |        |  |  |  |  |  |  |  |  |  |  |
| Inscrits/Participation | Inscrits/Participation                                 | 3 170 017 | 94,49 |        |  |  |  |  |  |  |  |  |  |  |

### Conséquences
Le 23 juillet, le conseiller régional démocrate chrétien de la province de Turin Edoardo Calleri est investi président de la junte régionale avec le soutien d'une coalition de centre gauche entre la DC, le PSI, le PSU et le PRI.